# In memoriam (1916)

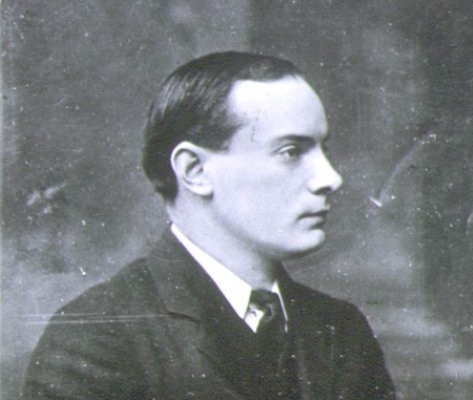
Patrick Pearse

Het In memoriam is een compositie geschreven door Arnold Bax in 1916. Hij schreef In memoriam ter nagedachtenis aan Patrick Pearse/Pádriag Pearse, Iers politiek activist en beoogd eerste president van Ierland. Pearse vond zijn einde in een executie. Bax, die zijn jeugd spendeerde in Ierland, voltooide het werk op 9 augustus 1916.
Bax schreef eerst een versie voor piano en daarin bleef het lange tijd sluimeren. Pas veel later werd ook een georkestreerde versie teruggevonden. Door de naweeën van de Ierse kwestie zou het werk lange tijd op de plank (blijven) liggen en ook in de 21e eeuw zijn opnamen schaars. Dat Bax zelf niet aandrong op uitvoeringen lag wellicht mede aan het feit, dat hij later tot "Master of the King’s Music" benoemd werd. Bax hergebruikte het thema in de filmmuziek bij Oliver Twist van David Lean.
Pas in 2013 verscheen het in druk in San Francisco. Het werk was toen slechts tweemaal uitgevoerd; de eerste uitvoering was weggelegd voor Vernon Handley met het BBC Philharmonic op 17 juni 1998. Op 24 juli 2008 was het te horen via de Promsconcerten, uitgevoerd door hetzelfde orkest maar dan onder leiding van Yan Pascal Tortelier.
Orkestratie:
- 3 dwarsfluiten (III ook piccolo), 2 hobo’s, 1 althobo, 2 klarinetten, 1 basklarinet, 2 fagotten, 1 contrafagot
- 4 hoorns, 2 trompetten, 2 trombones, 1 bastrombone, 1 tuba
- pauken, percussie, harp
- violen, altviolen, celli, contrabassen